# Roche-Charles-la-Mayrand

Roche-Charles-la-Mayrand este o comună în departamentul Puy-de-Dôme, Franța. În 1 ianuarie 2022 avea o populație de 40 de locuitori.